# Mycale darwini
Espèce
Mycale darwini est une espèce d'éponges de la famille des Mycalidae.

## Distribution
L'espèce est décrite des îles Galápagos, dans l'océan Pacifique.

## Taxinomie
L'espèce Mycale darwini est décrite en 1994 par Eduardo Hajdu et Ruth Desqueyroux-Faúndez.